# Когосьянц, Андрей Исаакович
Андрей Иса(а)кович Когосьянц  (1902—1970) — советский хозяйственный деятель. Лауреат Сталинской премии третьей степени (1952).

## Биография
Андрей Иса(а)кович Когосья́нц родился 6 (19 августа) 1902 года в Екатеринодаре (ныне Краснодар).
Среднее образование получил, окончив в 1920 г. Единую трудовую школу Краснодара. С 1920 г. на разных работах (частные уроки, счетовод, помощник бухгалтера). В 1924—1926 годах служил в РККА в Тамбове.
В 1926 году переехал в Москву, до 1927 года — счетовод в Мосшвейпроме. В 1927 году поступил в Московский плановый институт на специальность инженера-экономиста. После окончания института в 1931—1932 годах научный сотрудник Плановой Академии Госплана СССР. В 1932 году переехал в Нижний Новгород (Горький), где до 1933 года работал научным сотрудником Нижегородского (Горьковского) крайплана.
В 1933 году перешел на Горьковский завод фрезерных станков (ГЗФС) где проработал до 1940 года, занимая различные руководящие должности (начальник цеха, планово-производственного отдела, производства завода и др.).
В 1940 году назначен сначала главным инженером, потом (в мае) директором Муромского завода «Станкопатрон». В ноябре 1941 года организовал производство деталей и узлов для танка Т-34.
В 1942 переведен в Москву начальником производства станкозавода, в 1943 года назначен заместителем директора.
В январе 1944 году Наркоматом танкостроения направлен в Мелитополь (Запорожская область) директором станкозавода для его восстановления, а в 1945 году в Лубны (Полтавская область) директором завода «Коммунар».
С марта по октябрь 1949 года начальник производственного отдела Рязанского станкозавода, откуда вынужден был уволиться по состоянию здоровья.
В 1949—1950 директор Москворецкого машиностроительного завода. В 1950—1953 годах директор Кременчугского завода дорожных машин имени И. В. Сталина.
Умер в декабре 1970 года. Похоронен в Рязани.

## Награды и премии
- Сталинская премия третьей степени (1952) — за создание и освоение производства высокопроизводительных канавокопателей для механизации мелиоративных и ирригационных работ.[2]